# Melbourne Shuffle
Il Melbourne Shuffle è uno stile di street dance nato nella scena underground di Melbourne, in Australia, alla fine degli anni Ottanta del XX secolo.

## Storia
Alla fine degli anni Ottanta, il Melbourne Shuffle iniziò ad emergere come una danza originale e autonoma, aggiungendo più movimenti delle mani rispetto agli stili precedenti (nati da un mix di balli più vicini alla danza irlandese, assieme al moonwalk, la jazz dance, ai nuovi balli afro-americani come la break dance, ecc.). All'iniziale scelta di ballare sulle note di musica metal/rock, fra i pionieri subentra l'interesse per i brani di genere trance e house.
Dalla fine degli Anni 90 si accresce la popolarità di un fenomeno di nicchia a movimento di street dance, specie tra i giovanissimi, influenzati dall'avvento della musica techno, hard trance e hardcore. Nascono così molte varianti e stili riconducibili alla danza e alla musica dei rave australiani (dall'olandese Jumpstyle al brasiliano "Rebolation", dal "DnB step" agli sviluppi della electro dance in Francia con il Tecktonik, o il "Milky Way"), ma i principali movimenti di tacco e punta del T-step restano la chiave di movimento dandogli il termine "Melbourne Shuffle". Fra i fondamentali espedienti tecnici del Melbourne Shuffle si ricordano il running man e le varianti del T-step, spesso riadattate per i vari tipi di musica elettronica che accompagnano le esibizioni. A questi "trick" si aggiungono altri movimenti delle mani e dei piedi, come il "foot-dragging" e gli "spin".
Nel 2006 con la crescente popolarità social dei videoclip di YouTube, i ballerini internazionali hanno contribuito al diffondersi dello shuffle on-line, divulgando in rete le loro variazioni dello stile, emulando o perfezionando tecniche apprese da altri. I ballerini Pae & Sarah compaiono nel video del singolo J'adore hardcore del gruppo tedesco Scooter. Nel gennaio 2011 i LMFAO lo hanno reso famoso, ballandolo in alcuni dei loro video dell'album Sorry for Party Rocking, in tutto il mondo e, per la prima volta, anche in Italia.
Lo Shuffle si balla principalmente in Australia, in Nuova Zelanda e in Malaysia ma ora si sta spostando velocemente in Italia, Lituania, Giappone e Russia.
In particolare, nell'estate del 2011 la canzone Party Rock Anthem dei LMFAO diventa un successo planetario. In Italia il brano viene inserito in spot pubblicitari e sigle, come quella della trasmissione Tamarreide, insistenti passaggi in rotazione alla radio, come nel caso di M2O. Gli speaker della trasmissione invitano gli ascoltatori ad inviare video di questo curioso ballo. L'attenzione così in alcuni casi si sposta dai LMFAO allo Shuffle. 
Si costituisce una prima comunity virtuale denominata Melbourne Shuffle Italia su Facebook, su modello del forum internazionale melbshuffle.com, dove divulgare video di ballo, clip musicali e tutorial, in assenza di scuole di Shuffle italiana. Nei primi di giugno del 2012 si organizza il primo contest agonistico italiano con 14 partecipanti e una giuria selezionata fra i membri più attivi della comunità telematica di shufflers italiani.

## Curiosità
Il nome Melbourne Shuffle deriva dai deejay d'oltreoceano, dai frequentatori dei disco-party, dai media, che hanno cercato di definire questo fenomeno. In principio il quotidiano australiano The Age evidenziò che è come guardare "un incrocio tra la danza di un pollo e un robot che salta sui piedi" per l'occhio inesperto, ma dal 1992 per i giovani australiani è semplicemente un passo di danza, lo "Shuffle".
Per poter scivolare meglio i ballerini a volte cospargono, solitamente di talco, il pavimento dove stanno ballando e alcuni aggiungono giri a 360 gradi o salti nei loro movimenti. Altri applicano un buon nastro di plastica sotto la suola delle scarpe.

## Media
Il Melbourne shuffle rimase nella scena underground dalla sua nascita alla fine degli anni 80 fino agli anni 90. Il termine "Melbourne shuffle" venne registrato dai media quando i Sonic Animation di Rupert Keiller furono intervistati da "Rage" (programma musicale della tv australiana). Nell'intervista chiesero a Rupert cosa fosse il suo stile di danza unico e la sua risposta fu "il Melbourne Shuffle". Nel dicembre 2002, il quotidiano The Age parlò di questo termine, con un articolo in prima pagina, cercando di dimostrare ciò che era Melbourne Shuffle, per la prima volta, al grande pubblico.
Lo shuffle si è diffuso anche in Malaysia e nel Brunei dove ci sono meetup e competizioni di questo ballo.
Gli 'shufflers' hanno preso consapevolezza della loro arte e della loro auto-espressivo stile di danza ed è normale vederli ai rave party in Inghilterra, Germania, Malesia e Thailandia, dove possono danzare sulle spiagge di Koh Phang Ngan durante il Full Moon Beach Party. Anche internet è stato un fattore di diffusione della conoscenza e dell'interesse per lo Shuffle.
Il primo documentario dal titolo "Melbourne Shuffler" risale al 2005, diretto da Stephen Coles e da David e Michael Knispel.
Il 6 settembre 2008 Network 10 (un network televisivo australiano), ha iniziato a riprendere filmati al Hard Style Dance (HSD) Nightclub per un nuovo documentario sulla Melbourne Shuffle.
Nel novembre 2008 "So You Think You Can Shuffle" è il titolo di una competizione di video (in base al numero di visualizzazioni nella piattaforma YouTube), dove gli shufflers possono mostrare la loro abilità nel ballo. Dall'anno successivo la medesima gara ha inoltre iniziato a tenere meetups ufficiali e gare agonistiche in Australia e in Germania.